# 스탠다드차타드 은행
스탠다드차타드 은행(영어: Standard Chartered plc 스탠더드 차더드 plc[*])은 영국 런던에 본사를 둔 영국계 은행이다.
현재의 사명은 차타드 뱅크 오브 인디아, 오스트레일리아 앤드 차이나(The Chartered Bank of India, Australia and China)와 스탠다드 뱅크 오브 브리티시 서우스 아프리카(The Standard Bank of British South Africa)가 1969년 합병해 출범하였다. 영국에 본사가 있음에도, 영국 국내보다 중동이나 아시아 지역에서의 영업망이 좀더 많다.
2007년에는 아메리칸 익스프레스의 은행 부문을 인수했다.
대한민국에는 1968년에 기업금융 분야에 처음 진출했다. 2005년에 사모 펀드인 뉴브리지캐피털로부터 제일은행을 인수하면서 일반 소매금융업에 진출했고, 은행명도 SC제일은행으로 바꾸었다. 제일은행 인수 이전까지만 해도 대중들에게는 잘 알려지지 않은 외국계 은행이었다.
중국은행, HSBC과 함께 홍콩에서 홍콩 달러를 발권하는 은행이지만, 이 은행에서 발권하는 것은 주로 소액권이다.
프리미어리그 프로축구 클럽 리버풀 FC의 스폰서 중 하나로, 리버풀 FC의 유니폼에서 이 은행의 로고를 쉽게 볼 수 있다.

## 같이 보기
- SC제일은행
- 리버풀 FC